# Кримско ханство
Кримското ханство (на кримскотатарски: Qırım Hanlığı, Къырым Ханлыгъы, قريم خانلغى) е държава на кримските татари, съществувала от 1449 до 1783 г. Основана е от Бату хан – внук на Чингис хан.
Заема територията на Кримския полуостров, земите между Дунав и Днепър, Приазовието и голяма част от днешния Краснодарски край на Русия.
От 1478 г. официално е васално на Османската империя чак до подписването на Кючуккайнарджийския договор през 1774 г., когато получава фиктивна независимост. През 1783 г. e анексирано от Руската империя.

## История

### Предистория
Първите походи на монголите в Крим датират от 1223 и 1239 г. Скоро след тези походи цялата степ и равнините на Крим стават владение на Улуса Джучи, известен още и като Златна орда.
Като част от Златната орда Крим е управляван от наместници емири. Първият формално признат владетел на Крим е Оран Тимур – племенник на Бату хан, получил областта от Менгу Тимур. Главният град на Кримското ханство е град Къръм (днешният гр. Старий Крим), известен също и като Солхат. По-късно името на главния град на ханството се разпространява и става име на целия полуостров. Вторият център на Кримското ханство е Бахчисарай.
Многонационалното население на Кримското ханство се състои от кумани, гърци, готи, алани, българи, арменци, живеещи главно в градовете и планинските селища. Кримската аристокрация е съставена главно от тюркско-монголски произход.
През 14 век Кримското ханство е разбито от войските на Великото литовско княжество. Великият литовски княз Олгерд – съюзник на хан Ахмат, разбива кримско-татарската войска през 1363 г. близо до устието на Днепър, нахлува на полуострова, опустошава Херсонес и заграбва всички ценни църковни предмети. Неговият приемник Витовт през 1397 г. предприема поход срещу Кримското ханство, стига чак до Кафа, разрушава Херсонес и отвежда във Великото литовско княжество значителен брой татари и караими, чиито потомци днес живеят в Литва и Гродненска област, Беларус. През 1399 г. Витовт е разбит от емир Тимур Кутлук на бреговете на р. Ворскла и сключва мир с хан Едигей.

### Извоюване на независимост
В началото на 15 век Кримското ханство силно се обособява от Златната орда. В състава му влизат Кримският полуостров и обширните степи от континента. След смъртта на хан Едигей през 1420 г. Златната орда фактически губи контрол над Крим, което води до ожесточена борба за власт в ханството. Като победител и пръв хан на независимото Кримско ханство, основател на династията на Гераите, излиза Хаджи I Герай.
Към средата на 15 век Крим окончателно се отделя от Златната орда. Дългогодишните опити за независимост се увенчават с успех. Последвалите сътресения и смутни времена в Златната орда не оказват сериозни последствия над ханството. Скоро след отделянето на Кримското ханство от Златната орда се отцепва Казанско ханство, а след това едни след други стават независими Астраханското и Сибирското ханство, както и Ногайската орда.

### Зависимост от Османската империя
След като заема трона през 1449 г., Хаджи I Герай управлява ханството до своята смърт през 1466 г. През 1474 г. великият московски княз Иван III сключва съюз с кримския хан Менгли I Герай, продължил до неговата смърт. Иван III покровителства търговията, именно заради това поддържа особени отношения с колониите на Генуа.
Османската империя през 1475 г. завладява колониите на Генуа в Северното Черноморие и Княжество Феодоро, населено с християни. Тези територии, обхващащи планинската част на Кримския полуостров, а също така и няколко големи града и черноморски крепости, влизат в състава на османските владения, управлявани от султанската администрация и не се подчиняват на кримския хан.
През 1478 г. Кримското ханство официално става васално на Османската империя чак до подписването на Кючуккайнарджийски договор от 1774 г. Назначаването и смяната на кримските ханове става от султана в Истанбул.
През 1783 г. Кримското ханство е анексирано от Русия.